# Una mujer como yo
Una mujer como yo – dziewiąty album studyjny hiszpańskiej piosenkarki Pastory Soler, wydany 18 października 2011 przez wytwórnię Warner Music Spain.
Album składa się z dwunastu kompozycji, które zostały nagrane w studiach w Madrycie i Rzymie. Nad produkcją całości czuwał Pablo Pinilla. Wśród utworów znajdujących się na płycie można znaleźć m.in. piosenkę „Vamos”, która została stworzona wspólnie przez Pastorę Soler, Malú i Vanesę Martín oraz „Soy de ti” autorstwa samej Pastory Soler.
27 marca 2012 ukazała się reedycja albumu pod nazwą Una mujer como yo: Versión Eurovisión, która została poszerzona o trzy utwory, które rywalizowały o reprezentowanie Hiszpanii w Konkursie Piosenki Eurowizji 2012: „Ahora o nunca”, nową wersję „Tu vida es tu vida” oraz „Quédate conmigo”, które ostatecznie zostało zaprezentowane przez Pastorę Soler podczas konkursu w Baku.
Album był promowany przez trzy single: „Demasiado amor”, „Quédate conmigo” i „Vamos”.
Wydawnictwo dotarło do 3. miejsca na oficjalnej hiszpańskiej liście sprzedaży.

## Lista utworów

### Standardowa
| Nr  | Tytuł                      | Autorzy                                                             | Producent          | Czas  |
| --- | -------------------------- | ------------------------------------------------------------------- | ------------------ | ----- |
| 1.  | „Me despido de ti”         | Marco Dettoni, Xerónimo Manzur, Javier Rodríguez                    | Pablo Pinilla      | 3:39  |
| 2.  | „Demasiado amor”           | Pablo Pinilla, Cesar Garcia Rosado                                  | Pablo Pinilla      | 3:54  |
| 3.  | „Tu vida es tu vida”       | Max Minoia, Juan María Montes, Eleonora Giudizi                     | Pablo Pinilla      | 3:36  |
| 4.  | „No me da miedo”           | José Carlos Gómez                                                   | Pablo Pinilla      | 3:53  |
| 5.  | „El mundo entre mis manos” | Juan Luis Ramírez                                                   | Pablo Pinilla      | 3:19  |
| 6.  | „Una mujer como yo”        | José Abraham Martínez                                               | Pablo Pinilla      | 4:06  |
| 7.  | „Vamos”                    | Malú, Pastora Soler, Vanesa Martín                                  | Pablo Pinilla      | 3:30  |
| 8.  | „Yo no te pido la luna”    | Luigi Albertelli, Daniela Romo, Enzo Malepasso, Zucchero Fornaciari | Pablo Pinilla      | 4:15  |
| 9.  | „Que no muera el amor”     | David Santisteban, David DeMaría                                    | Pablo Pinilla      | 3:17  |
| 10. | „Cantaré”                  | Juan María Montes, Pietro Lerede, Andrea Alessi                     | Pablo Pinilla      | 3:34  |
| 11. | „Soy de ti”                | Pastora Soler, Juan Luis Ramírez                                    | Pablo Pinilla      | 3:47  |
| 12. | „A ti”                     | Marco Dettoni, Xerónimo Manzur                                      | Pablo Pinilla      | 4:17  |
|     |                            |                                                                     | Całkowita długość: | 45:07 |

### Reedycja
| Nr  | Tytuł                                | Autorzy                                                             | Producent          | Czas  |
| --- | ------------------------------------ | ------------------------------------------------------------------- | ------------------ | ----- |
| 1.  | „Me despido de ti”                   | Marco Dettoni, Xerónimo Manzur, Javier Rodríguez                    | Pablo Pinilla      | 3:39  |
| 2.  | „Demasiado amor”                     | Pablo Pinilla, Cesar Garcia Rosado                                  | Pablo Pinilla      | 3:54  |
| 3.  | „Tu vida es tu vida”                 | Max Minoia, Juan María Montes, Eleonora Giudizi                     | Pablo Pinilla      | 3:36  |
| 4.  | „No me da miedo”                     | José Carlos Gómez                                                   | Pablo Pinilla      | 3:53  |
| 5.  | „El mundo entre mis manos”           | Juan Luis Ramírez                                                   | Pablo Pinilla      | 3:19  |
| 6.  | „Una mujer como yo”                  | José Abraham Martínez                                               | Pablo Pinilla      | 4:06  |
| 7.  | „Vamos”                              | Malú, Pastora Soler, Vanesa Martín                                  | Pablo Pinilla      | 3:30  |
| 8.  | „Yo no te pido la luna”              | Luigi Albertelli, Daniela Romo, Enzo Malepasso, Zucchero Fornaciari | Pablo Pinilla      | 4:15  |
| 9.  | „Que no muera el amor”               | David Santisteban, David DeMaría                                    | Pablo Pinilla      | 3:17  |
| 10. | „Cantaré”                            | Juan María Montes, Pietro Lerede, Andrea Alessi                     | Pablo Pinilla      | 3:34  |
| 11. | „Soy de ti”                          | Pastora Soler, Juan Luis Ramírez                                    | Pablo Pinilla      | 3:47  |
| 12. | „A ti”                               | Marco Dettoni, Xerónimo Manzur                                      | Pablo Pinilla      | 4:17  |
| 13. | „Quédate conmigo” (Versión Baku)     | Thomas G:son, Tony Sánchez-Ohlsson, Erik Bernholm                   | Pablo Pinilla      | 3:02  |
| 14. | „Tu vida es tu vida” (Versión Dance) | Max Minoia, Juan María Montes, Eleonora Giudizi                     | Pablo Pinilla      | 3:32  |
| 15. | „Ahora o nunca” (Eurovisión)         | José Abraham Martínez                                               | Pablo Pinilla      | 2:59  |
|     |                                      |                                                                     | Całkowita długość: | 54:40 |

## Pozycja na liście sprzedaży
| Kraj      | Lista sprzedaży (2011/2012) | Najwyższa pozycja |
| --------- | --------------------------- | ----------------- |
| Hiszpania | PROMUSICAE                  | 3                 |